# 국익
국가이성(國家理性, 프랑스어: Raison d'État)은 국가가 국가이기 위하여 국가를 유지·강화해가는 데 필요한 법칙·행동기준을 말한다. 레종 데타(Raison d'État)의 역어로, 국가이유(國家理由) 혹은 국가술수(國家術數)라고도 한다.
이것을 현실의 정치·정치학에 도입한 것은 마키아벨리이다. 중세에는 신의 질서가 규범력을 독점하고 있었던 것에 대항하여 근대국가가 통일을 실현하는 과정에서 절대주의가 만들어낸 관념이다. 그런 의미에서 반도덕적·반종교적·비합리적 측면을 갖는다. 절대주의 제국이 병존하게 된 후에는 세력균형의 원리, 국가간의 권력정치의 원리가 되었다.

## 같이 보기
- 공동선
- 국민 국가
- 공익
- 현실정치
- 현실주의
- 윤리 허무주의

## 참고 자료
- 이 문서에는 다음커뮤니케이션(현 카카오)에서 GFDL 또는 CC-SA 라이선스로 배포한 글로벌 세계대백과사전의 내용을 기초로 작성된 글이 포함되어 있습니다.